# Elena Lecapena

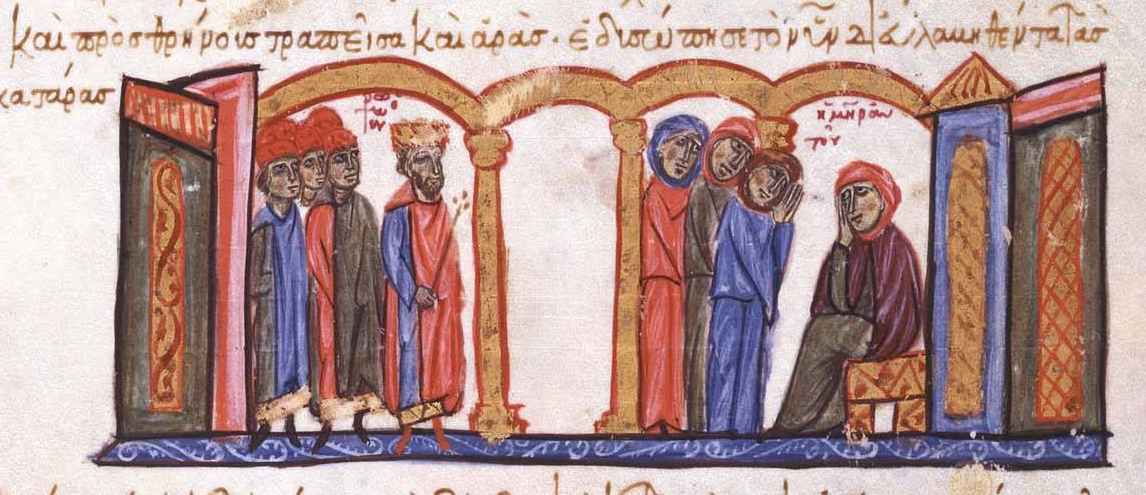
Romano II trata de expulsar del palacio a su madre y hermanas

Elena Lecapena o Helena Lekapene (en griego: Ελένη Λεκαπηνή) (Constantinopla, 911 - †ídem, 961), emperatriz bizantina del siglo X, fue la primogénita del emperador Romano I y de Toeodora, y esposa de su sucesor Constantino VII con quien tuvo cuatro hijas y un hijo, Romano II.

## Matrimonio con Constantino VII
El matrimonio de Elena fue concertado por conveniencia entre la familia paterna y la familia de quien luego sería Constantino VII, familia del linaje legítimamente imperial conocida como dinastía macedónica; de este modo el padre de Elena, Romano I obtuvo la alianza y unión de su familia con la dinastía macedonia, lo cual le legitimaba plenamente emperador al ser basileopator ( "padre de emperador" ).

Elena actuó en política como consejera de su marido y corregente de facto.
Tal como se ha indicado, Elena tuvo con su esposo Constantino VII cuatro hijas ( Zoe, Ágata, Ana y Theodora ) y un hijo, quien sería Romano II.
Según las crónicas, el matrimonio de Elena y Constantino VII fue armonioso y, pese a haber sido producto de una conveniencia política, los cónyuges se amaron verdaderamente, prueba de ello sería que Elena no defendió la causa de su padre y sí en cambio la de su marido, a quien incitó a la deportación del entonces coemperador Romano I; tal deportación se produjo el 27 de enero del 945.

## Muerte de Constantino VII
Sin embargo, Constantino VII enfermó repentinamente y marchó a Prusas a tomar unos baños termales con la esperanza de sanar, pero fue en vano, ya que el 9 de noviembre de 959 expiró a la edad de 54 años en Constantinopla. Según los historiadores bizantinos, la causante de la muerte de este emperador fue la nuera de Elena, Teófano Anastaso.

## Reclusión y muerte
La muerte de Constantino VII permitió el acceso al trono del hijo, Romano II, pero –siempre según las crónicas– quien gobernó desde entonces fue la nuera de Elena, Teófano Anastaso, la cual en un primer momento hizo exilar en un rincón del palacio a Elena y a sus cuatro hijas. Luego Teófano obligó al patriarca Polieuktos a que consagrara monjas a tres de las cuatro hijas de Helena (y hermanas de Romano II) –Zoe, Ágata y Helena; la cuarta hermana, Teodora, se casaría luego con Juan I Tzimisces–, hecho por el cual, la advenediza Teófano lograba restarles todo poder político a sus cuñadas. A todo esto, el hijo de Elena, Romano II se mostró impotente; Elena de Bizancio falleció solitariamente en el 961.